# Lea Schiavi
Lea Schiavi (Borgosesia, 2 marzo 1907 – 24 aprile 1942) è stata una giornalista italiana, schierata politicamente in opposizione al governo fascista italiano e per questo assassinata da mano ignota.

## Biografia

### Carriera
Nata il 2 marzo 1907 a Borgosesia, in provincia di Vercelli (Piemonte), Lea Schiavi iniziò sin da subito a essere profondamente insofferente alla soffocante mentalità di provincia della sua città natia, oppressa anche dall'ombra sempre più ingombrante del fascismo. Fu per questo motivo che ben presto decise di trasferirsi a Torino, dove si appassionò al tema del giornalismo, congeniale per esprimere il suo dissenso morale e politico verso la dottrina e alla prassi del fascismo, ideologia ormai ascesa al potere.
In qualità di redattrice presso le testate L'Ambrosiano e Il Tempo, la Schiavi operò a Belgrado, Bucarest, Budapest e Sofia come inviata speciale, maturando in questo modo la propria ferma opposizione ai regimi di Hitler e di Mussolini, che ostacolò soprattutto scoprendo maggiori dettagli sui sistemi di persecuzione degli ebrei da parte del governo nazista. Per questo motivo fu profondamente avversata dal governo fascista, a tal punto che - in seguito alla promulgazione delle leggi del 1938 e al suo inserimento nella lista dei servizi segreti come oppositore politico - ella, profondamente turbata dalla visione delle persecuzioni razziali, ritenne opportuno rimanere nei Balcani, senza più ritornare in Italia.
Malgrado il distacco dall'Italia il suo impegno politico-informativo antifascista non diminuì affatto: sposatasi intanto con Winston Burdett, corrispondente statunitense della Columbia Broadcasing Corporation incontrato a Belgrado, entrò in contatto con le centrali alleate, aderendo all'organizzazione antifascista Radio Italia, basata a Londra, e recandosi personalmente nel Kurdistan e nell'Azerbaigian per investigare in maniera segreta sugli intrighi dei governi del Duce e del Führer, segnalando connazionali di simpatie nazifasciste rimasti in Iran e caldeggiando l'istituzione di un «Fronte unico degli italiani liberi». Per questa sua discreta attività di intelligence la Schiavi iniziò ad essere giudicata «antinazionale» dal Servizio informazioni militare (SIM) e per questo tenuta costantemente sotto controllo.

### Morte
Dopo aver iniziato a indagare sulle rotte di rifornimento delle armi alle tribù curde queste attività di giornalismo investigativo conobbero il loro tragico epilogo il 24 aprile 1942, quando la Schiavi fu assassinata in circostanze misteriose da alcune bande di guardie stradali curde mentre prestava servizio in Iran.  Di seguito si riporta la testimonianza di Lauro Laurenti:
L'assassinio della Schiavi presenta punti ancora non chiariti, non tanto sugli esecutori materiali quanto sui mandanti: fra le varie teorie si ipotizzò che ad ordinare la morte della Schiavi fu Ugo Luca, colonnello dei carabinieri in servizio presso il Servizio Informazioni della Regia Aeronautica, poi prosciolto dal Tribunale di Roma. Fu sepolta a Tabriz, in Iran.

### Ricordo
Al Freedom Forum Journalists Memorial di Arlington dal 1996, in Virginia, il suo nome è il primo tra quelli delle donne giornaliste americane (dopo il matrimonio con Winston Burdett aveva la doppia cittadinanza) cadute in guerra. Il 25 aprile 2021 l'amministrazione comunale di Borgosesia, sua città natale, guidata dal Sindaco Paolo Tiramani le intitola i Giardini Pubblici.

## Opere
- Piccola enciclopedia di scienze occulte (1936) - ristampata nel 1950 come  "Lo spiritismo davanti alla scienza", quarto volume della Enciclopedia tematica Curcio. Milano, 1950.

- Galateo moderno. Milano, Sonzogno, 1937.